# Danil Evdokimov
Pour les articles homonymes, voir Evdokimov.
Danil Evdokimov, né le 16 mai 2000, est un coureur cycliste ouzbek.

## Palmarès sur route

### Par année
- 2018
  - 3e du championnat d'Ouzbékistan sur route juniors
- 2020
  - 3e du championnat d'Ouzbékistan du contre-la-montre
- 2021
  -  Champion d'Ouzbékistan sur route
- 2023
  - 3e de l'Alanya Cup
  - 3e du championnat d'Ouzbékistan sur route
- 2024
  -  Médaillé d'argent du championnat d'Asie du contre-la-montre par équipes mixtes

### Classements mondiaux
| Année                                 | 2019  | 2020  | 2021 | 2022  | 2023 | 2024  |
| ------------------------------------- | ----- | ----- | ---- | ----- | ---- | ----- |
| Classement mondial                    | 1728e | 1344e | 855e | 1936e | 681e | 1646e |
| UCI Asia Tour                         | 143e  | 86e   | 23e  | 192e  | 44e  | nc    |
|                                       |       |       |      |       |      |       |
| Légende : nc = non classéSource : UCI |       |       |      |       |      |       |

## Palmarès sur piste
- 2021
  -  Champion d'Ouzbékistan de poursuite
  -  Champion d'Ouzbékistan d'omnium
  -  Champion d'Ouzbékistan de l'américaine (avec Aleksey Fomovskiy)
- 2022
  -  Champion d'Ouzbékistan de course à l'élimination
  -  Champion d'Ouzbékistan de l'américaine (avec Dmitriy Bocharov)
  -  Champion d'Ouzbékistan du scratch
  - 3e du championnat d'Ouzbékistan d'omnium
- 2023
  -  Champion d'Ouzbékistan de poursuite par équipes (avec Aleksey Fomovskiy, Dmitriy Bocharov et Edem Eminov)
  -  Champion d'Ouzbékistan de l'américaine (avec Dmitriy Bocharov)
  - 3e du championnat d'Ouzbékistan de course à l'élimination
- 2024
  -  Champion d'Ouzbékistan de course à l'élimination
  -  Champion d'Ouzbékistan de poursuite
  -  Champion d'Ouzbékistan de poursuite par équipes (avec Daniil Fedorov, Vladislav Troman et Abdulkhamid Tuychiev)
  -  Champion d'Ouzbékistan de course aux points
  -  Champion d'Ouzbékistan du scratch
  -  Champion d'Ouzbékistan de l'américaine (avec Vladislav Troman)
  - 3e du championnat d'Ouzbékistan d'omnium